# Calligra Flow
Calligra Flow (dříve Kivio) je open source nástroj na tvorbu diagramů z kancelářského balíku KOffice, které je součástí grafického prostředí KDE.